# Moertaz Daoesjvili
Moertaz Daoesjvili is een Georgisch voetballer. Hij speelt voor APOEL Nicosia en Georgië.
Daoesvjvili maakt zijn debuut voor Georgië op 19 november 2008. Hij moest spelen tegen Roemenië
1 Uzoho ·
2 Karo ·
3 Vinícius ·
4 Santos ·
5 Souza ·
6 Daoesjvili ·
7 Efrem ·
8 Lundemo ·
9 Maglica ·
10 De Vincenti ·
11 Kvilitaia ·
16 Katsantonis ·
17 Okriasjvili ·
18 Satsias ·
19 Hani ·
21 Theodorou ·
25 Gavriel ·
27 Chebake ·
29 Byrne ·
33 Diawara ·
35 Polykarpou ·
36 Zabala ·
42 Wheeler ·
74 Georgiou ·
75 Tsilingiris ·
76 Vrontis ·
77 Ndongala ·
78 Tsoutsouki ·
80 Hadjigavriel ·
88 Kittos ·
89 Koutsakos ·
90 Savić ·
93 Michael ·
99 Danilo ·
Coach: Poursaitidis